# چوانیا (اوئانکا)
چوانیا (به اسپانیایی: Chuaña) یک کوه در پرو است که در استان کایوما واقع شده‌است. چوانیا ۴٬۶۷۹٫۳ متر بالاتر از سطح دریا واقع شده‌است.